# Râul Yonne
Yonne este un râu în partea de est a Franței. Este un afluent al fluviului Sena. Izvorăște din departamentul Nièvre, în apropierea localității Glux-en-Glenne, din Muntele Préneley, Masivul Central. Are o lungime de 292 km, un debit mediu de 93 m³/s și un bazin colector de 10.700 km². Se varsă în Sena în Regiunea Pariziană la Montereau-Fault-Yonne, Seine-et-Marne.